# Moungounga Nkombo Nguila
Moungounga Nkombo Nguila (ur. 9 listopada 1940 roku w Mouyondzi, zm. 14 kwietnia 2010 roku w Paryżu) – kongijski polityk, minister gospodarki w latach 1992–1993, a od 1993 do 1997 – minister finansów.
Jest jednym ze współzałożycieli Kongijskiej Partii Pracy, jak i Panafrykańskiego Związku na rzecz Demokracji Społecznej.

## Życiorys
W 1969 roku uczestniczył w tworzeniu Kongijskiej Partii Pracy. W 1991 roku był jednym ze współzałożycieli Panafrykańskiego Związku na rzecz Demokracji Społecznej. 7 września 1992 roku premier Stéphane Maurice Bongho-Nouarra powołał go w skład rządu na stanowisko ministra gospodarki. W czerwcu 1993 roku zastąpił Clementa Mouambę na stanowisku ministra finansów. Funkcję tę pełnił do 1997 roku. W wyniku obalenia Pascala Lissouby i przejęciu władzy przez Denisa Sassou-Nguesso uciekł do Francji. 2 listopada Denis Sassou-Nguesso powołał nowy rząd, na stanowisku finansów zastąpił go Mathias Dzon.
Pod koniec 2001 roku został skazany przez Kongijski Trybunał Sprawiedliwości za przestępstwa finansowe. Zmarł 14 kwietnia 2010 w Paryżu, w wyniku choroby. Został pochowany 26 kwietnia tego samego roku, we Francji.

## Publikacje
- Mon combat politique, Editions L'Harmattan, 2011, ISBN 978-2-296-56623-1. Brak numerów stron w książce